# Hure, Thông Liêu
Hure (giản thể: 库伦旗; phồn thể: 庫倫旗; bính âm: Kùlún Qí, Hán Việt: Khố Luân kỳ) là một kỳ của địa cấp thị Thông Liêu, khu tự trị Nội Mông Cổ, Trung Quốc. Kỳ nằm ở phía đông nam của khu tự tị và tiếp giáp với tỉnh Liêu Ninh ở phía nam, kỳ cách khu vực trung tâm đô thị của Thông Liêu 106 kilômét (66 mi) từ phía đông-đông bắc của huyện. Người Mông Cổ chiếm 56,2% dân số của kỳ.

### Trấn
- Khố Luân (库伦镇)
- Ngạch Lặc Thuận (额勒顺镇)
- Khấu Hà Tử (扣河子镇)

### Tô mộc
- Bạch Âm Hoa (白音花苏木)
- Tiên Tiến (先进苏木)
- Mang Hãn (茫汗苏木)

### Khác
- Lâm trường chăn nuôi gia súc